# Rubín
Der Rubín (deutsch Rubinberg) ist eine Basaltkuppe in Tschechien im Okres Louny. Der Berg liegt etwa 3 km nordöstlich von Podbořany (deutsch: Podersam) beim Ort Dolánky und ist 352 m hoch. Der Berg war in frühslawischer Zeit besiedelt und wird bisweilen als Ort der überlieferten Wogastisburg in Betracht gezogen, an der ein fränkisches Heer von König Samo besiegt wurde.

## Lage
Der Berg liegt in einer Verwerfung des „Saazer Beckens“ (Žatecká plošina) in West-Böhmen, etwa drei Kilometer nordöstlich von Podbořany. Die nächste Ortschaft ist Dolánky (deutsch  Dollanka), heute ein Ortsteil von Podbořany. Der höchste Punkt der Erhebung erreicht 352 m. Dabei liegt die Kuppe etwa 80 m höher als das Umland. Die Ausdehnung des Hügels beträgt 200 m in nord-südlicher und 265 m in ost-westlicher Richtung. Das Hochplateau umfasst eine Grundfläche von etwa 7000 m².

## Archäologische Funde
Archäologische Grabungen brachten Keramikwaren der älteren (7.–8. Jahrhundert) und mittleren (9.–10. Jahrhundert) Burgwallzeit zutage. Der sogenannte untere Wall wurde offenbar erst im Hochmittelalter angelegt, der obere Wall vermutlich in der mittleren Burgwallzeit. Der Berg trug damit eine der ältesten böhmischen Befestigungen des Frühmittelalters. Dass der Ort mit der Wogastisburg identisch ist, gilt als eher unwahrscheinlich. An dieser Burg wurde nach den Quellen im Jahr 631 ein fränkisches Heer unter König Dagobert besiegt, der Samo, einen König der Slawen angegriffen hatte.